# Eulogia
Eulogia är ett släkte av fjärilar. Eulogia ingår i familjen mott.
Kladogram enligt Catalogue of Life:
| Eulogia | \| \| Eulogia ferruginella \| \| \| \| \| \| Eulogia ochrifrontella \| \| \| \| |
|         | \| \| Eulogia ferruginella \| \| \| \| \| \| Eulogia ochrifrontella \| \| \| \| |
|         | Eulogia ferruginella                                                            |
|         |                                                                                 |
|         | Eulogia ochrifrontella                                                          |
|         |                                                                                 |

## Bildgalleri

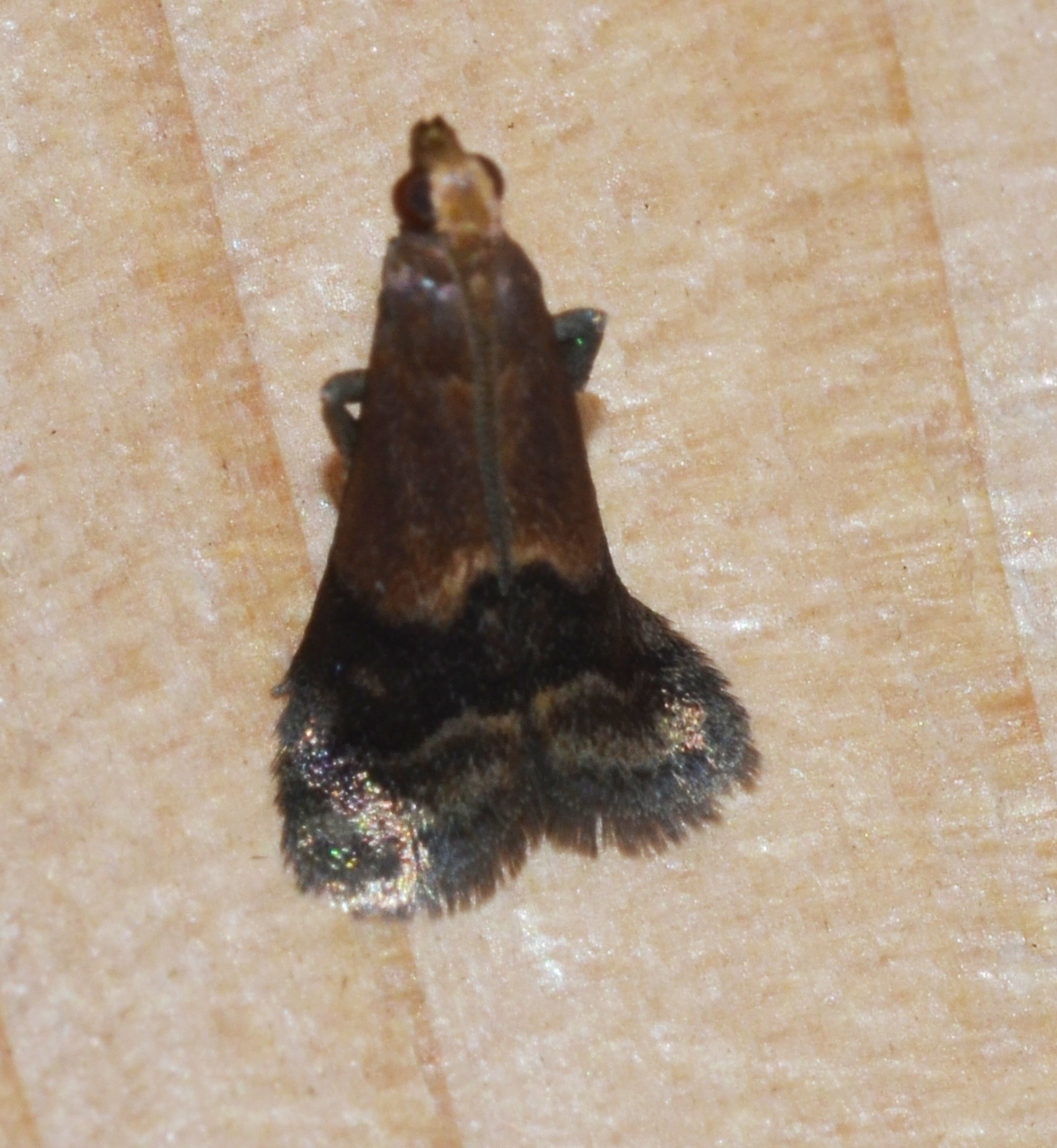
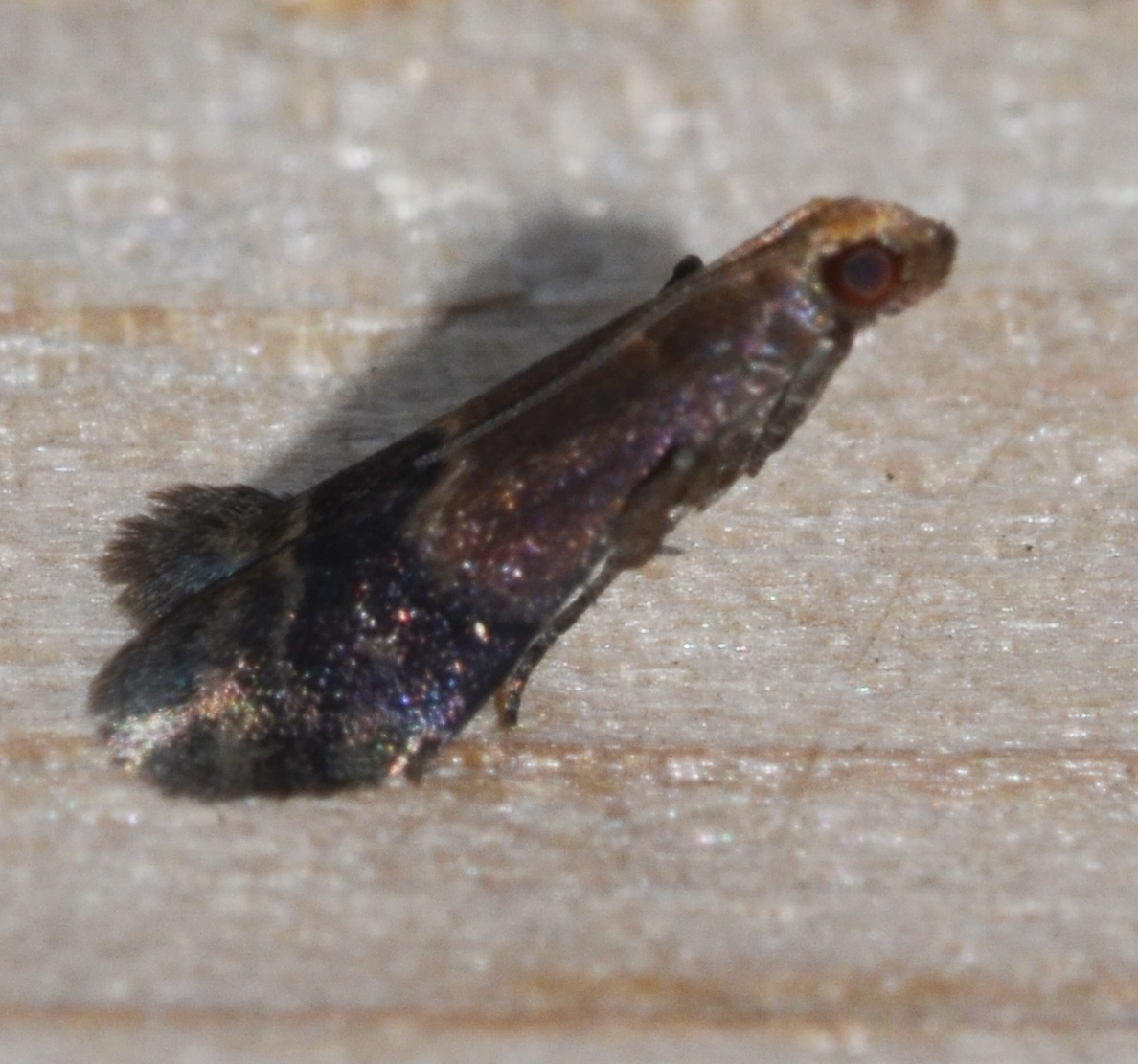
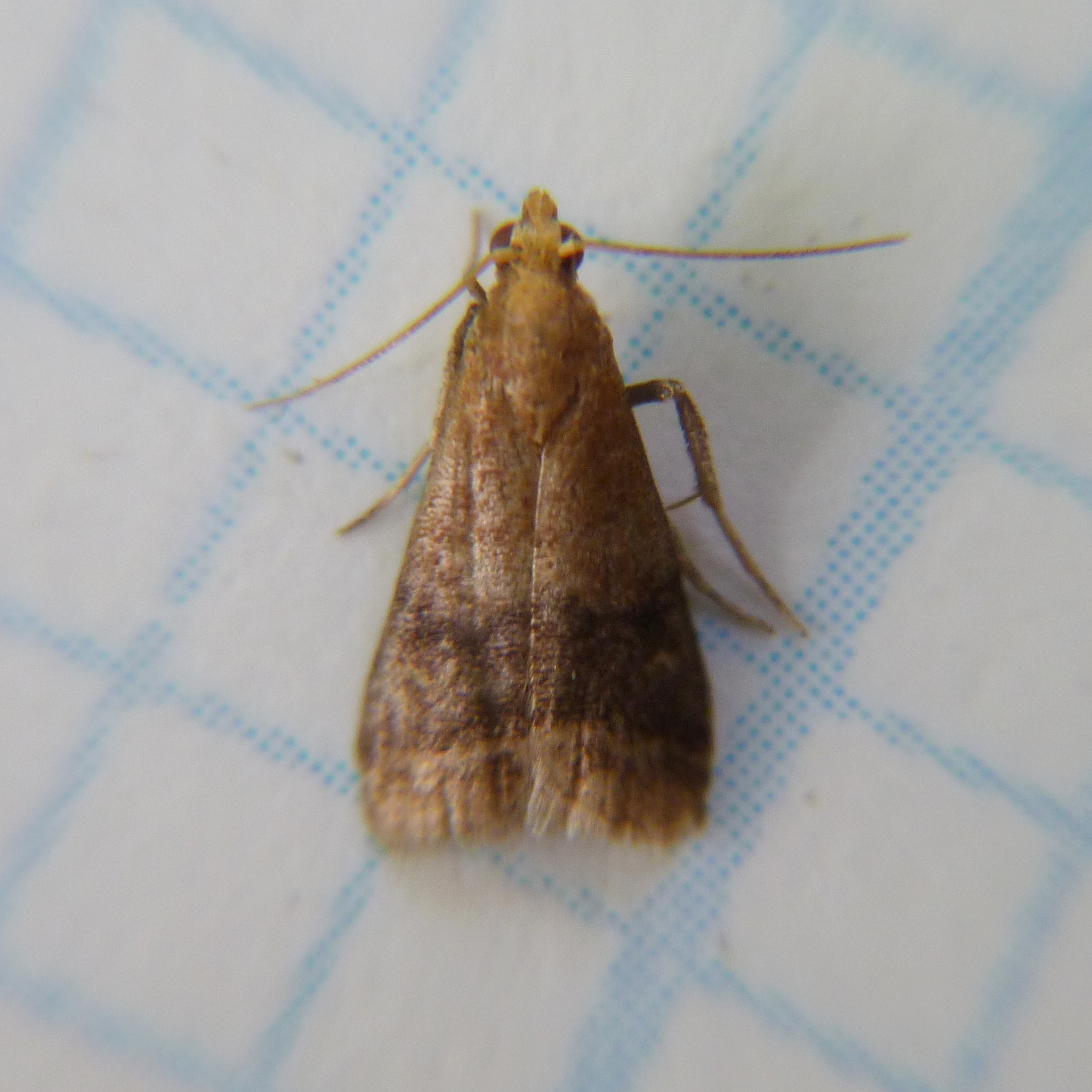